# Vladimír Syrovátka
Vladimír Syrovátka (* 19. Juni 1908 in Sdolbuniw, Gouvernement Wolhynien, Russisches Kaiserreich; † 14. September 1973 in Prag) war ein tschechoslowakischer Kanute.

## Erfolge
Vladimír Syrovátka erzielte seinen größten Erfolg bei seiner Teilnahme an den Olympischen Spielen 1936 in Berlin. Auf der Regattastrecke Berlin-Grünau startete er dabei gemeinsam mit Jan Brzák-Felix im Zweier-Canadier. Im Rennen über die 1000-Meter-Distanz erreichten sie mit einer Laufzeit von 4:50,1 Minuten als Erste die Ziellinie und wurden somit in dem aus fünf Booten bestehenden Teilnehmerfeld Olympiasieger. Sie hatten 3,7 Sekunden Vorsprung auf die zweitplatzierten Österreicher Rupert Weinstabl und Karl Proisl, die Kanadier Frank Saker und Harvey Charters lagen als Dritte im Ziel 6,6 Sekunden zurück. Im Vorfeld hatten Syrovátka und Brzák-Felix bei Europameisterschaften mehrere Medaillen und Titel gewonnen. 1933 sicherten sie sich in Prag im Zweier-Canadier über 1000 Meter zunächst die Silbermedaille, ehe sie ein Jahr darauf sowohl auf der 1000-Meter-Strecke als auch über die 10.000-Meter-Distanz Europameister wurden.
Nach seiner aktiven Karriere war Syrovátka als Trainer tätig.